# Caroline County (Maryland)
 Der er flere lokaliteter med dette navn, se Caroline County.
Caroline County er et county beliggende i den østligste del af den amerikanske delstat Maryland. På den østlige side grænser byen op til Delaware. Hovedbyen er Denton, og i 2010 havde countiet 33.066 indbyggere. 

## Geografi
Ifølge United States Census Bureau er Carolines totale areal på 844 km², hvoraf de 17 km² er vand. 

### Grænsende counties
- Kent County (Delaware) (nordøst)
- Sussex County (Delaware) (sydøst)
- Dorchester County (syd)
- Talbot County (vest)
- Queen Anne's County (nordvest)